# Ripipteryx laticornis
Ripipteryx laticornis är en insektsart som beskrevs av Günther, K.K. 1963. Ripipteryx laticornis ingår i släktet Ripipteryx och familjen Ripipterygidae. Inga underarter finns listade i Catalogue of Life.